# Kokkotunturi
Kokkotunturi är en kulle i Finland.   Den ligger i den ekonomiska regionen  Östra Lapplands ekonomiska region  och landskapet Lappland, i den norra delen av landet, 900 km norr om huvudstaden Helsingfors. Toppen på Kokkotunturi är 440 meter över havet, eller 90 meter över den omgivande terrängen. Bredden vid basen är 3,1 km.
Terrängen runt Kokkotunturi är huvudsakligen platt, men åt sydväst är den kuperad.  Trakten runt Kokkotunturi är nära nog obefolkad, med mindre än två invånare per kvadratkilometer. Det finns inga samhällen i närheten.  